# Mission Bay (San Diego)
Pour les articles homonymes, voir Mission Bay.
Mission Bay est une baie des États-Unis située dans le nord de la ville de San Diego, en Californie. La San Diego se jette dedans.
Située au sud du quartier de Pacific Beach, elle est constituée d'eau de mer puisque reliée à l'océan Pacifique. SeaWorld San Diego se trouve dans sa partie sud.

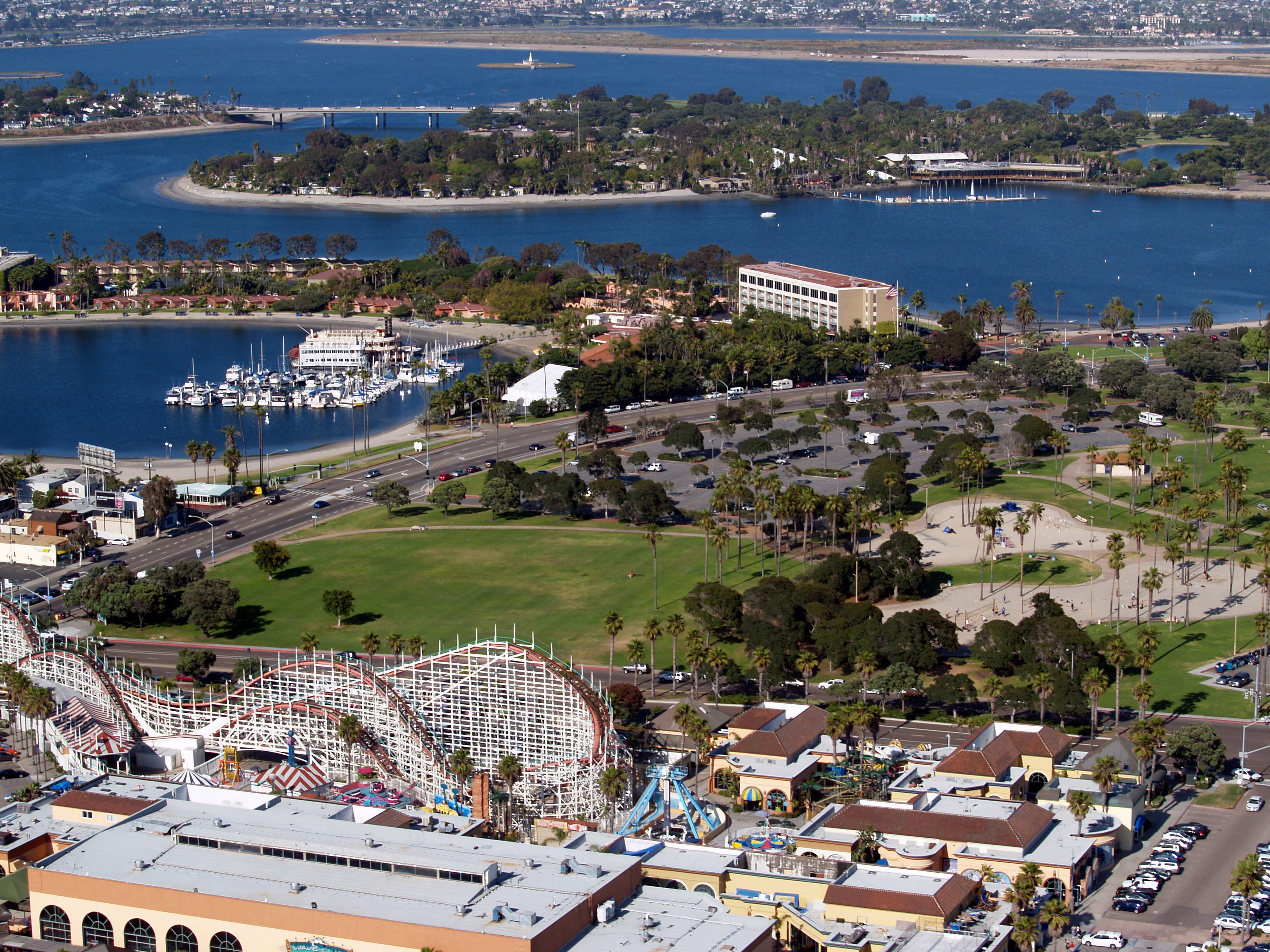
Mission Bay